# おさんぽ大王
『おさんぽ大王』（おさんぽだいおう）は、須藤真澄による日本の漫画作品。1995年～2003年にかけて主に『コミックビーム』（エンターブレイン）に連載された。単行本全7巻（1〜3巻はアスキー社、4～7巻はエンターブレイン社）、文庫全4巻（エンターブレイン社）。

## 概要・あらすじ
作者自身を主人公とした作品。基本的に創作を入れず、実話をデフォルメする形で物語が描かれている。須藤真澄（作中では「ますび」と表現される）が、「おさんぽ」と称するものを繰り返し、その体験報告をお笑いを基本としてまとめたもので、1話完結の形式を基本としている。「おさんぽ」は作者の住所近辺のものから、海外旅行まで含み、一人で行くとは限らず、二人連れ、団体の場合もある。
とりわけ、後半「ノナカ」という若い編集者が担当についてからは、彼女と野次喜多道中さながらの旅を繰り返す。彼女は本来の「散歩」のみならず、旅行・ハイキング・ピクニック・行楽・散策・出会い・宴会・交際…これらの概念を「おさんぽ」という言葉で一括りして、人生の体験を「おさんぽ」の一言での表現を試みている。
なお、旅行・見学の対象は、作者の趣味を影響したひなびた非近代的な場所が圧倒的に多い。日本国内なら下町・庶民的とされる場所・南国、日本国外なら東アジアなどが中心で、お洒落な若者の街や欧米などの栄えた場所は一部の回を除いて、ほぼ対象外である。
作者自身の計算によると、8年間の全取材の移動距離は約7万8500キロ（地球約2周分）になるらしい（最終話最終頁に掲載）。
連載終了後から約17年後となるコミックビーム2020年6月号より、「おさんぽマスターズ」として復活・続編が連載開始となった。2021年1月号まで連載され、単行本は翌2月12日に発売された。

## 主要登場人物
ますび（須藤真澄：女性）
主役。作者自身である。体力は無いが、その絶大なる好奇心をエネルギー源とし、半死半生になりながらも各地を「おさんぽ」して回る。
O村（パパ、本名不明：男性）
初代担当編集者。時に厳しく、時に優しく「ますび」を導く。後に出世して編集長になったらしい（第62話では、社員の人事権を手にしていることをほのめかす発言をしている）。後に、ノナカの結婚退社で4代目担当になる。
ヒロポン（広瀬栄一：男性）
2代目担当編集者。桜玉吉の『しあわせのかたち』に登場するいつも鼻フーセンを出している編集者・ヒロポンと同一人物がモデルで、本作でも鼻フーセンを出しているように描かれている。自分の趣味に合わせて取材を取り付けるような公私混同する場面もある。
ノナカ（野中智恵：女性）
3代目担当編集者。体育会系の新入社員。小柄でポッチャリ系。ハキハキした言動で、有能。パパに言わせれば「（須藤真澄の）かわいい舎弟」。作者に言わせれば「打出（ネタ）の小槌」。当初は、真面目一本に張り切っていたが、しだいに空気になじみ始めて存在感を強く出し、ますびにタメ口を叩く場面も出て来た。